# Droga Zwycięstwa

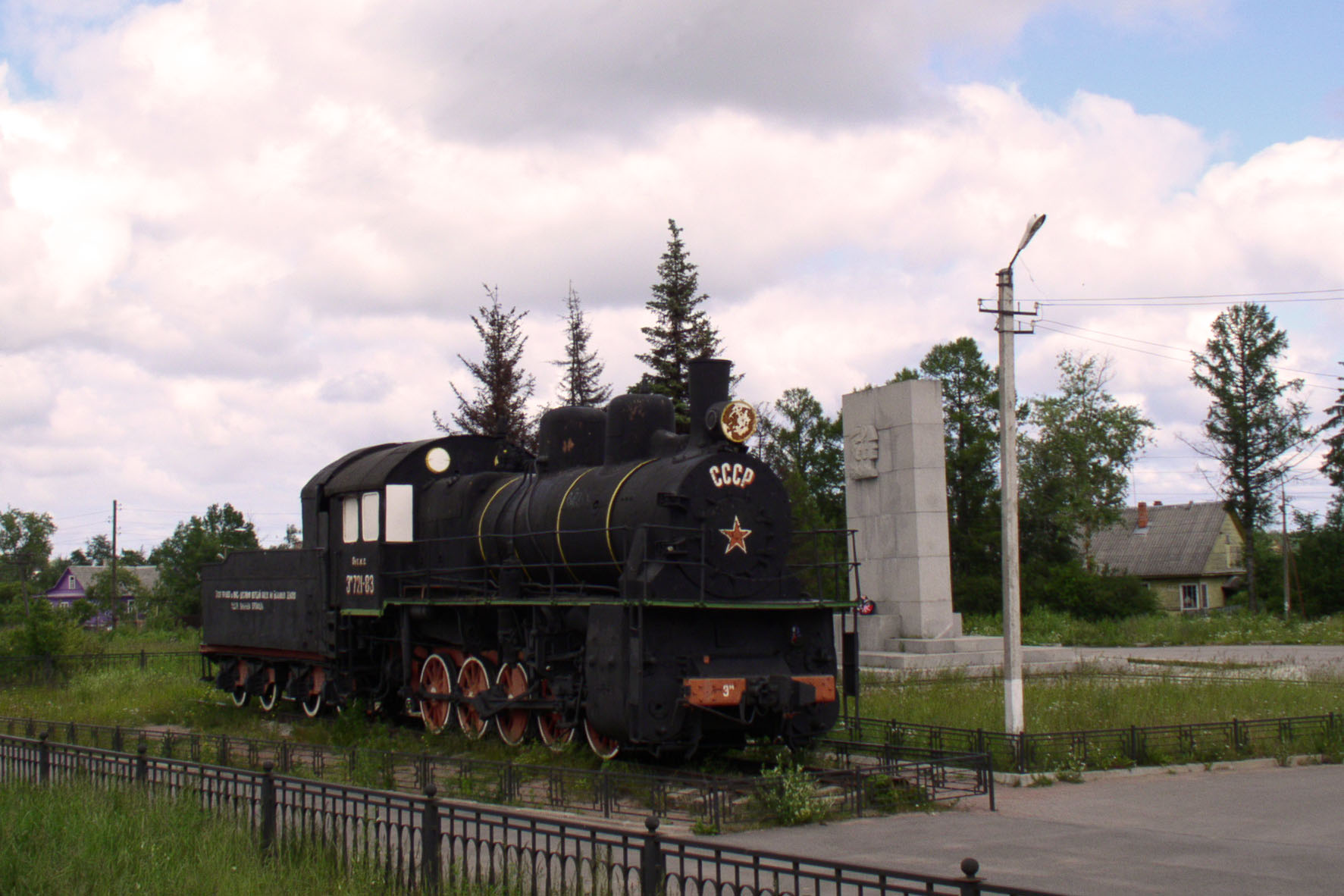
Pomnik poświęcony Drodze Zwycięstwa na stacji Petrokrepost (w latach 1944–1992 miasto nosiło nazwę Petrokrepost (Петрокрепость), a od 1992 wrócono do dawnej, historycznej nazwy Szlisselburg (Шлиссельбург))

Droga Zwycięstwa – tymczasowa sowiecka linia kolejowa Polany – Szlisselburg, która działała od 5 lutego 1943 do 10 marca 1944. Była ona bardziej wydajna niż Droga Życia dla dostaw w czasie Blokady Leningradu. W przeciwieństwie do Drogi Życia, Droga Zwycięstwa leżała wzdłuż lewego brzegu Newy oraz na południowym wybrzeżu jeziora Ładoga, odsuwając transport zaopatrzenia o 3-4 km od artyleryjskich pozycji niemieckich poza tzw. Korytarz Śmierci. Odegrała kluczową rolę i miała strategiczne znaczenie w czasie obrony Leningradu.

## Budowa
12 stycznia 1943 Front Wołchowski i Front Leningradzki podczas operacji Iskra przeszedł do ofensywy skutkiem czego 18 stycznia na lewym brzegu Newy złamano Blokadę Leningradu. Teraz można było połączyć Leningrad z resztą kraju drogą gruntową, zastępując drogę przez lód zwaną drogą życia. W rezultacie tego samego dnia Komitet Obrony Państwa postanowił na budowę drogi kolejowej wyznaczyć wąski pas ziemi.
Budowę powierzono UVVR-2, który był prowadzony przez Głównego Architekta Leningradu I.G. Zubkowa, z terminem wykonania zadania 20 dni. Trasa miała przejść przez bagna i lasy a najtrudniejszym zadaniem była budowa mostu niskowodnego długości 1300 metrów przez Newę. Lokalizację mostu ustalono na podstawie dokładnych poszukiwań w archiwach miasta, jak również dokumentów Bałtyckiej Kampanii Żeglugowej. Doprowadziło to do wyboru miejsca, gdzie rzeka osiąga maksymalną głębokość 6 m, chociaż prędkość przepływu wynosiła 2 m/sek. Stąd, łukowaty kształt w planie mostu, ponieważ zwiększa jego odporność na szybki przepływ. Osobnym zagadnieniem był problem niewypałów i min. Tylko na trasie drogi w ciągu roku zostało odkrytych 1730 min, 7 niewybuchów bomb i 52 pociski artyleryjskie. Ponadto droga budowana była na mrozie oraz pod stałym ogniem artylerii wroga (pozycje niemieckie były oddalone tylko o kilka kilometrów). W celu przyspieszenia budowy i złagodzenia wymagań droga została zbudowana łukami o małych promieniach i stromych.
5 lutego w 1943 roku linia kolejowa Polany – Szlisselburg, zbudowana przed terminem w ciągu zaledwie 17 dni, została oddana do eksploatacji. Jej długość wynosiła 33 km, posiadała ona 3 mosty (przez rzekę Nazija i Czarna) i 3 wiadukty oraz urządzenia do przesyłu energii elektrycznej i wody.

## Wykorzystanie
Początkowo ruch pociągów na szlaku odbywał się na przemian więc udawało się przeprowadzić tylko 2-3 pary pociągów dziennie. W celu zwiększenia liczby transportów wykorzystano sposób karawany: w ciągu jednej nocy wszystkie pociągi jechały do Leningradu a następnej w kierunku przeciwnym. Odstęp między pociągami się zmniejszył dzięki czemu w ciągu jednej nocy mogło przejechać 16–25 pociągów.
Przejazdy na tej trasie pod stałym ostrzałem były bardzo niebezpieczne a trasa była znana jako „korytarz śmierci”. „Drogi Zwycięstwa” zaprzestano używać 10 marca 1944 roku.
Kolej w znaczącym stopniu przyczyniła się do ewakuacji mieszkańców Leningradu, dostaw broni i wojsk, transportów z żywnością i wspierania obrońców. 
Medalem „Za obronę Leningradu” odznaczono 15 000 kolejarzy.

## Literatura
- Е.Боравская.- История железнодорожного транспорта России и Советского Союза. 1917—1945 гг 1997 ISBN 5-85952-005-0
- Соловьев В. Сто историй о подземном городе
- Гусаров А.Ю.-Памятники воинской славы Петербурга СПб год=2010 ISBN 978-5-93437-363-5